# Green Bay Packers 1993
La stagione 1993 dei Green Bay Packers è stata la 73ª della franchigia nella National Football League. Sotto la direzione del capo-allenatore al secondo anno Mike Holmgren, la squadra terminò con un record di 9-7, chiudendo terza nella Central Division. I Packers si qualificarono per i playoff per la prima volta dopo 11 anni, la prima volta in una stagione non accorciata per sciopero in 21 anni. Fu inoltre la prima volta dal 1967 che il club terminò due stagioni consecutive con un record positivo. Durante la stagione regolare, i Packers segnarono 340 punti, sesti nella National Football League, e ne concessero 282, classificandosi noni. Nel suo terzo anno come professionista e alla seconda stagione con i Packers, il quarterback Brett Favre guidò l’attacco passando 3.303 yard e 19 touchdowns.[2] Favre, che disputò la sua prima stagione completa, fu convocato per il suo secondo Pro Bowl.
Nei playoff, i Packers disputarono il turno delle wild card contro i Detroit Lions. Green Bay vinse per 28–24, chiudendo con un passaggio da touchdown da 40 yard da Brett Favre a Sterling Sharpe a 55 secondi dal termine. La squadra fu eliminata la settimana successiva dai Dallas Cowboys perdendo per 27–17.

## Roster
| Roster dei Green Bay Packers nel 1993 |
| --- |
| Quarterback - 8 Mark Brunell - 11 Ty Detmer - 4 Brett Favre Running Back - 34 Edgar Bennett FB - 44 Dexter McNabb FB - 39 Darrell Thompson KR - 20 Kevin Williams - 29 Marcus Wilson KR Wide Receiver - 87 Robert Brooks KR/PR - 83 Mark Clayton - 85 Ron Lewis - 81 Anthony Morgan - 84 Sterling Sharpe Tight End - 89 Mark Chmura - 80 Jackie Harris - 88 Darryl Ingram - 86 Ed West Offensive Linemen - 72 Earl Dotson T - 76 Harry Galbreath G - 67 Paul Hutchins T - 79 Tunch Ilkin C/T - 75 Ken Ruettgers T - 68 Joe Sims T - 74 Doug Widell G - 52 Frank Winters C/G - 60 Lance Zeno C Defensive Linemen - 94 Matt Brock DE - 93 Gilbert Brown NT - 99 Don Davey DE - 98 David Grant DE - 64 John Jurkovic NT - 97 Matt LaBounty DE - 77 Bill Maas NT - 92 Reggie White DE Linebacker - 90 Tony Bennett OLB - 54 Keo Coleman OLB - 50 Johnny Holland ILB - 53 George Koonce ILB - 51 Jim Morrissey OLB - 55 Joe Mott OLB - 95 Bryce Paup OLB/ILB - 59 Wayne Simmons OLB Defensive Back - 27 Terrell Buckley CB - 36 LeRoy Butler SS - 33 Doug Evans CB - 30 Corey Harris CB/KR - 24 Tim Hauck SS - 47 Roland Mitchell CB - 45 Mike Prior FS - 31 George Teague FS - 23 Sammy Walker CB Special Team - 13 Chris Jacke K - 9 Bryan Wagner P Lista delle riserve - 63 James Campen C (IR) - 58 Mark D'Onofrio OLB (PUP) - -- James Milling WR (IR) - 57 Rich Moran G (IR) - 61 Tom Neville G (IR) - 91 Brian Noble ILB (IR) - 96 Shawn Patterson DE (IR) - 73 Tootie Robbins T (IR) - 56 James Willis ILB (IR) Squadra di allenamento - -- Terry Beauford G - -- Craig Hentrich P - -- Charles Hope G |
| Legenda - I rookie sono in corsivo. - Il primo ruolo è il principale mentre gli eventuali successivi indicano i ruoli secondari. - (IR) sta per Injured Reserve ed indica la lista ristretta per un solo giocatore infortunato che può tornare ad allenarsi dopo la settimana 6 e a rientrare in prima squadra dopo che questa ha giocato 8 partite. - (NF-Inj.) / (NF-Ill.) stanno rispettivamente per Non-Football Injured e Non-Football Illness ed indicano le liste dove viene inserito un giocatore che ha un infortunio o una malattia non dipendente dal football americano. - (PUP) sta per Physically Unable to Perform ed indica la lista dove viene inserito un giocatore mentre è in attesa di recuperare la condizione fisica. Nella stagione regolare dopo la sesta partita giocata dalla propria squadra, il giocatore ha tempo tre settimane per riprendere ad allenarsi, più tre settimane aggiuntive dal suo rientro agli allenamenti per rientrare in prima squadra. |

## Calendario
| Stagione regolare e playoff |                    |                         |                    |                          |                    |
| Turno                       | Data               | Avversario              | Risultato          | Record                   | Stadio             |
| 1                           | 5 settembre 1993   | Los Angeles Rams        | V 36–6             | Milwaukee County Stadium | 1–0                |
| 2                           | 12 settembre 1993  | Philadelphia Eagles     | S 20–17            | Lambeau Field            | 1–1                |
| 3                           | Settimana di pausa | Settimana di pausa      | Settimana di pausa | Settimana di pausa       | Settimana di pausa |
| 4                           | 26 settembre 1993  | at Minnesota Vikings    | S 15–13            | Metrodome                | 1–2                |
| 5                           | 3 ottobre 1993     | at Dallas Cowboys       | S 36–14            | Texas Stadium            | 1–3                |
| 6                           | 10 ottobre 1993    | Denver Broncos          | V 30–27            | Lambeau Field            | 2–3                |
| 7                           | Settimana di pausa | Settimana di pausa      | Settimana di pausa | Settimana di pausa       | Settimana di pausa |
| 8                           | 24 ottobre 1993    | at Tampa Bay Buccaneers | V 37–14            | Tampa Stadium            | 3–3                |
| 9                           | 31 ottobre 1993    | Chicago Bears           | V 17–3             | Lambeau Field            | 4–3                |
| 10                          | 8 novembre 1993    | at Kansas City Chiefs   | S 23–16            | Arrowhead Stadium        | 4–4                |
| 11                          | 14 novembre 1993   | at New Orleans Saints   | V 19–17            | Louisiana Superdome      | 5–4                |
| 12                          | 21 novembre 1993   | Detroit Lions           | V 26–17            | Milwaukee County Stadium | 6–4                |
| 13                          | 28 novembre 1993   | Tampa Bay Buccaneers    | V 13–10            | Lambeau Field            | 7–4                |
| 14                          | 5 dicembre 1993    | at Chicago Bears        | S 30–17            | Soldier Field            | 7–5                |
| 15                          | 12 dicembre 1993   | at San Diego Chargers   | V 20–13            | Jack Murphy Stadium      | 8–5                |
| 16                          | 19 dicembre 1993   | Minnesota Vikings       | S 21–17            | Milwaukee County Stadium | 8–6                |
| 17                          | 26 dicembre 1993   | Los Angeles Raiders     | V 28–0             | Lambeau Field            | 9–6                |
| 18                          | 2 gennaio 1994     | at Detroit Lions        | S 30–20            | Pontiac Silverdome       | 9–7                |
| WC                          | 8 gennaio 1994     | at Detroit Lions        | V 28–24            | Pontiac Silverdome       | 10–7               |
| DC                          | 16 gennaio 1994    | at Dallas Cowboys       | S 27–17            | Texas Stadium            | 10–8               |

Note: gli avversari della propria division sono in grassetto.

## Classifiche
| NFL Central           |    |    |   |      |     |     |     |
|                       | V  | S  | P | %    | PF  | PS  | STR |
| (3) Detroit Lions     | 10 | 6  | 0 | .625 | 298 | 292 | V2  |
| (5) Minnesota Vikings | 9  | 7  | 0 | .563 | 277 | 290 | V3  |
| (6) Green Bay Packers | 9  | 7  | 0 | .563 | 340 | 282 | S1  |
| Chicago Bears         | 7  | 9  | 0 | .438 | 234 | 230 | S4  |
| Tampa Bay Buccaneers  | 5  | 11 | 0 | .313 | 237 | 376 | S1  |